# كريستين دي بيزان
كريستين دي بيزان (Christine de Pizan) (وشوهدت كذلك دي بيسان) (ولِدَت 1363م – وتوفيت 1430 ميلاديًا) كانت مؤلفة في أواخر العصور الوسطى ولِدَت بـ البندقية وقاومت ما يُعرف باسم كره النساء (أو الميسوجينية) والأفكار النمطية السائدة في الثقافة المنتشرة في أواخر العصور الوسطى. وقد ذاع صيتها وحظيت باهتمامٍ كبير في عصرها كشاعرة، واستطاعت الانتهاء من واحد وأربعين عملاً خلال الثلاثين عامًا التي قضتها في مسيرتها المهنية (1399م–1429م)، ويمكن اعتبارها أول كاتبة محترفة في أوروبا. وتزوجت دي بيزان في عام 1380م حين كان عمرها الخامسة عشر ثم ترملت بعدها بعشر سنوات. ودفعَها للكتابة بالأساس حاجتها لكسب العيش من أجل نفسها وأطفالها الثلاثة. لقد قضت دي بيزان معظم طفولتها وحياتها البالغة في فرنسا ثم في دير ببلدية بواسي، وكتبت بشكلٍ كامل باللغة التي نشأت في كنفها ألا وهي اللغة الفرنسية الوسيطة.
تميزت أوائل كتاباتها الشعرية الغزلية بإلمامها بالعادات الأرستقراطية والأزياء المعاصرة، ولاسيما الخاصة بالنساء وزجها بهِن في شعرها بالإضافة إلى ممارسة الفروسية. ولقد عكست رسائلها المجازية والتعليمية الأولى واللاحقة معلومات ذاتية عن حياتها ووجهات نظرها، بالإضافة إلى نهجها الفردي والإنساني تجاه التراث المكتسب بالدراسة عن الميثولوجيا والأساطير والتاريخ الذي ورثته من علماء الدين وكذلك عن الصنوف الأدبية والموضوعات الغزلية أو الدراسية للشعراء الفرنسيين والإيطاليين المعاصرين والذين نالوا إعجابها. وبعد الدعم والتشجيع الذي لاقته دي بيزان من رُعاة إنجليز وفرنسيين مهمين وملكيين، نجحت في التأثير في الشعر الإنجليزي بالقرن الخامس عشر. وينبثق نجاحها من مجموعة كبيرة من الكتابات الإبداعية والأساليب البلاغية التي زخرت بها تلك الكتابات والتي تتحدى فيها كتابًا مشهورين من الرجال وأصابهم منها سهام النقد، من أمثال جان دي مون (Jean de Meun) والذين تضمنت أعمالهم الأدبية معتقدات معادية للمرأة.
وفي العقود الأخيرة، عادت أعمال دي بيزان إلى مكانتها المرموقة من خلال جهود علماء مثل تشاريتي كانون ويلارد (Charity Cannon Willard)، وإيرل جيفري ريتشاردز (Earl Jeffrey Richards) وسيمون دي بوفوار (Simone de Beauvoir). وجادل بعض العلماء حول فرضية اعتبارها من أوائل من كانت لهن اتجاهات أنثوية واللائي استخدمن اللغة ببراعة وفعالية لتوصيل فكرة أن المرأة يمكنها لعب دور هام داخل المجتمع. إلا أن هذا التوصيف قابله نقاد آخرون بشيءٍ من التحدي حيث زعموا إما أنه استخدام للكلمة ينطوي على مفارقة تاريخية أو أن معتقداتها لم تتبلور كفايةً كي تستحق مثل هذا الوصف.

## كتابات أخرى
- Angus J. Kennedy's "Christine de Pizan: A Bibliographical Guide and supplements (London: Grant & Cutler, 1984, 1994, 2004).

## وصلات خارجية
- كريستين دي بيزان على موقع الموسوعة البريطانية (الإنجليزية)
- كريستين دي بيزان على موقع ميوزك برينز (الإنجليزية)
- كريستين دي بيزان على موقع إن إن دي بي (الإنجليزية)
- كريستين دي بيزان على موقع ديسكوغز (الإنجليزية)

- Ditie de Jehanne d'Arc - French w/ English translation
- مؤلفات Christine de Pisan في مشروع غوتنبرغ
- Comprehensive bibliography of her works, including listings of the manuscripts, editions, translations, and essays. in French at Archives de littérature du Moyen Âge (Arlima)
- '"A Champion of Her Sex", W. Minto in Macmillan's Magazine, Volume LXIII, Nov. 1885 – Apr. 1886, pp. 264–275
- The Song of Joan of Arc poem - English translation w/ original French